# Lichtenhof
Lichtenhof (nürnbergisch: Lichdnhuf) ist Teil des Stadtgebiets von Nürnberg und des statistischen Bezirks 13 (Galgenhof). Das südlich gelegene Neulichtenhof gehört zum statistischen Bezirk 14 (Hummelstein).

## Lage
Lichtenhof liegt südlich von Galgenhof und nördlich von Hummelstein.

## Geschichte

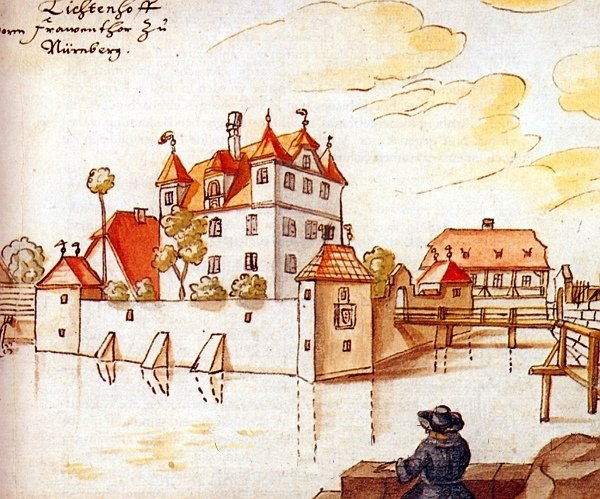
Das Petzenschloss in Lichtenhof, 1688

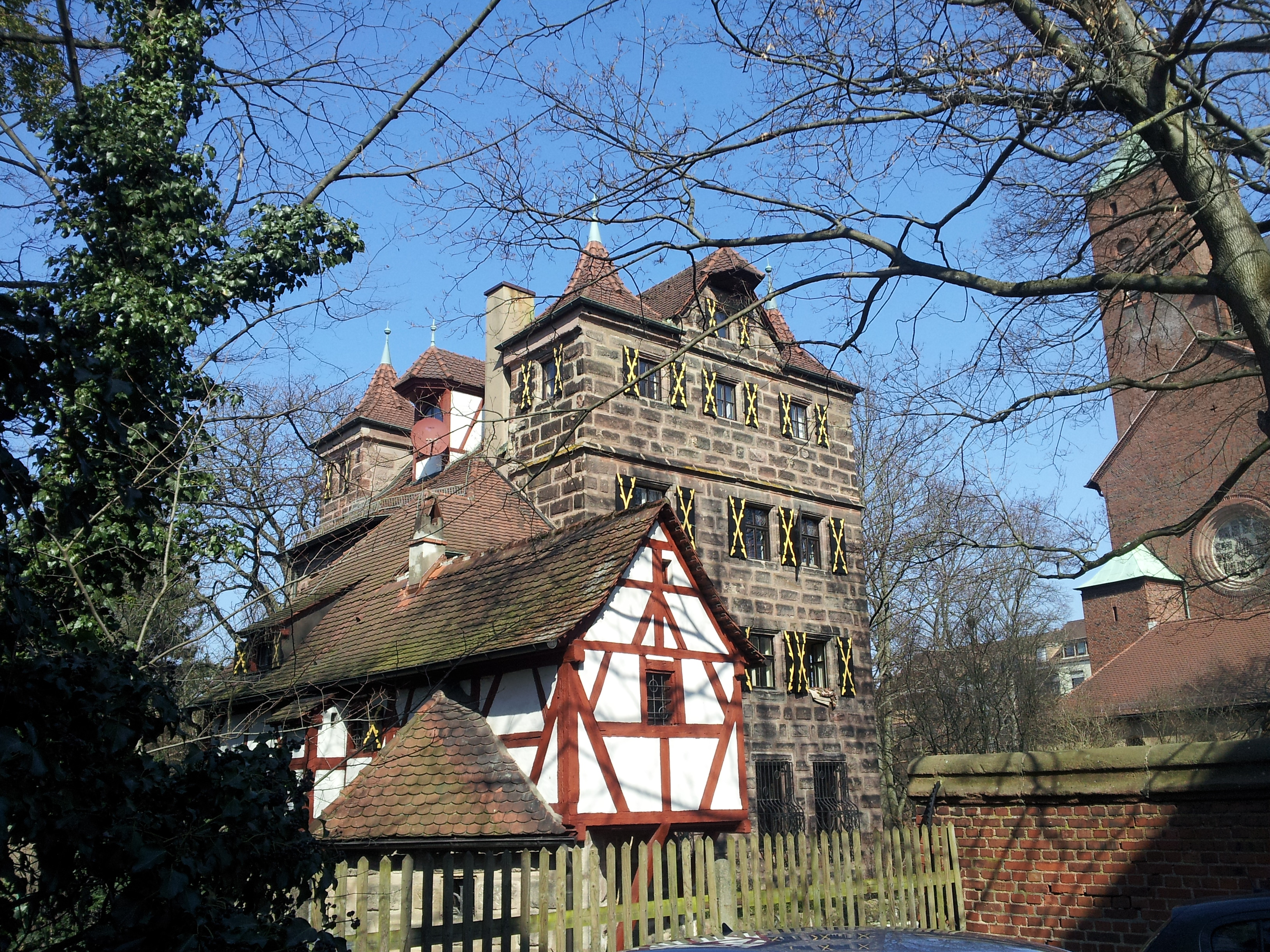
Petzenschloss, 2015

Der Ort wurde im Jahr 1358 als „Dorf Lichthofen“ erstmals schriftlich erwähnt. Der Ortsname bedeutet ‚Hof in einer Waldlichtung‘. Es gab wohl schon zu dieser Zeit einen befestigten Sitz (Wirthstraße 74–76), der 1377–1575 den Pfinzing gehörte, die ihn 1519 durch ein neues Weiherhaus ersetzten, das im Zweiten Markgrafenkrieg am 24. Mai 1552 ausbrannte. Der Kaufmann Valentin Schönborn, der das Gut 1577 erwarb, restaurierte das Schloss. Seine Tochter Maria heiratete den Kaufmann Pius Petz; seit etwa 1581 ist das seither Petzenschloss genannte Herrenhaus bis heute im Besitz der Familie Petz von Lichtenhof. Es war 1632, während des Dreißigjährigen Krieges, Hauptquartier des Schwedenkönigs Gustav Adolf. 
Gegen Ende des 18. Jahrhunderts bestand Lichtenhof aus 9 Anwesen (Schloss mit Gärtnerhaus, 6 Güter, 2 Wirtshaus). Das Hochgericht übte die Reichsstadt Nürnberg aus, was aber vom brandenburg-ansbachischen Oberamt Schwabach bestritten wurde. Alleiniger Grundherr war der Nürnberger Eigenherr von Petz. Es gab 13 Untertansfamilien.
1796 ging der Ort in preußischen Besitz über, 1806 gehörte Lichtenhof zu Bayern. Von 1797 bis 1808 unterstand der Ort dem Justiz- und Kammeramt Schwabach. Im Rahmen des Gemeindeedikts wurde Lichtenhof dem 1808 gebildeten Steuerdistrikt Galgenhof und der im selben Jahr gegründeten Ruralgemeinde Galgenhof zugeordnet. Nach deren Auflösung gehörte Lichtenhof zu der 1826 gebildeten Ruralgemeinde Gibitzenhof. In der freiwilligen Gerichtsbarkeit unterstand der gesamte Ort bis 1812 und von 1820 bis 1848 dem Patrimonialgericht Lichtenhof. Am 1. Januar 1899 wurde Lichtenhof nach Nürnberg eingemeindet.
Die wichtigste Einrichtung des 19. Jahrhunderts war die Kreislandwirtschaftsschule. Sie wurde für den Neubau des Südbads abgerissen.

### Einwohnerentwicklung
| Jahr      | 001818 | 001824 | 001836 | 001840 | 001861 | 001871 | 001885 | 001910 |
| Einwohner | 73     | 64     | 64     | 155    | 255    | 528    | 2181   | 22414  |
| Häuser    | 13     | 9      | 13     | 14     |        |        | 124    |        |
| Quelle    | [ 11 ] | [ 8 ]  | [ 12 ] | [ 13 ] | [ 14 ] | [ 15 ] | [ 16 ] | [ 17 ] |

## Schulen
- 1900–1902 entstand in Lichtenhof-Forsthof das Schulhaus Holzgartenstraße.
- 1907/08 wurde das Schulhaus am heutigen Lutherplatz gebaut.
- In der Schönweißstraße befindet sich die städtische Berufsschule 4.

## Religion
Lichtenhof ist seit der Reformation evangelisch-lutherisch geprägt und war ursprünglich nach St. Lorenz gepfarrt, seit 1920 ist die Gustav-Adolf-Gedächtniskirche zuständig. Die Einwohner römisch-katholischer Konfession sind nach Herz Jesu (Nürnberg) gepfarrt.